# Tukaevskij rajon
Il Tukaevskij rajon (in russo Тукаевский район?, in tataro: Тукай районы) è un municipal'nyj rajon della Repubblica Autonoma del Tatarstan, in Russia. Istituito nel 1930, occupa una superficie di 1729,49 chilometri quadrati, conta 46 760 abitanti ed è suddiviso in 23 comuni rurali. Il centro amministrativo è la città di Naberežnye Čelny che forma un distretto urbano a parte. 
Il Tukaevskij rajon si trova sulla riva sinistra della Kama.